# Elecciones federales de Canadá de 1891

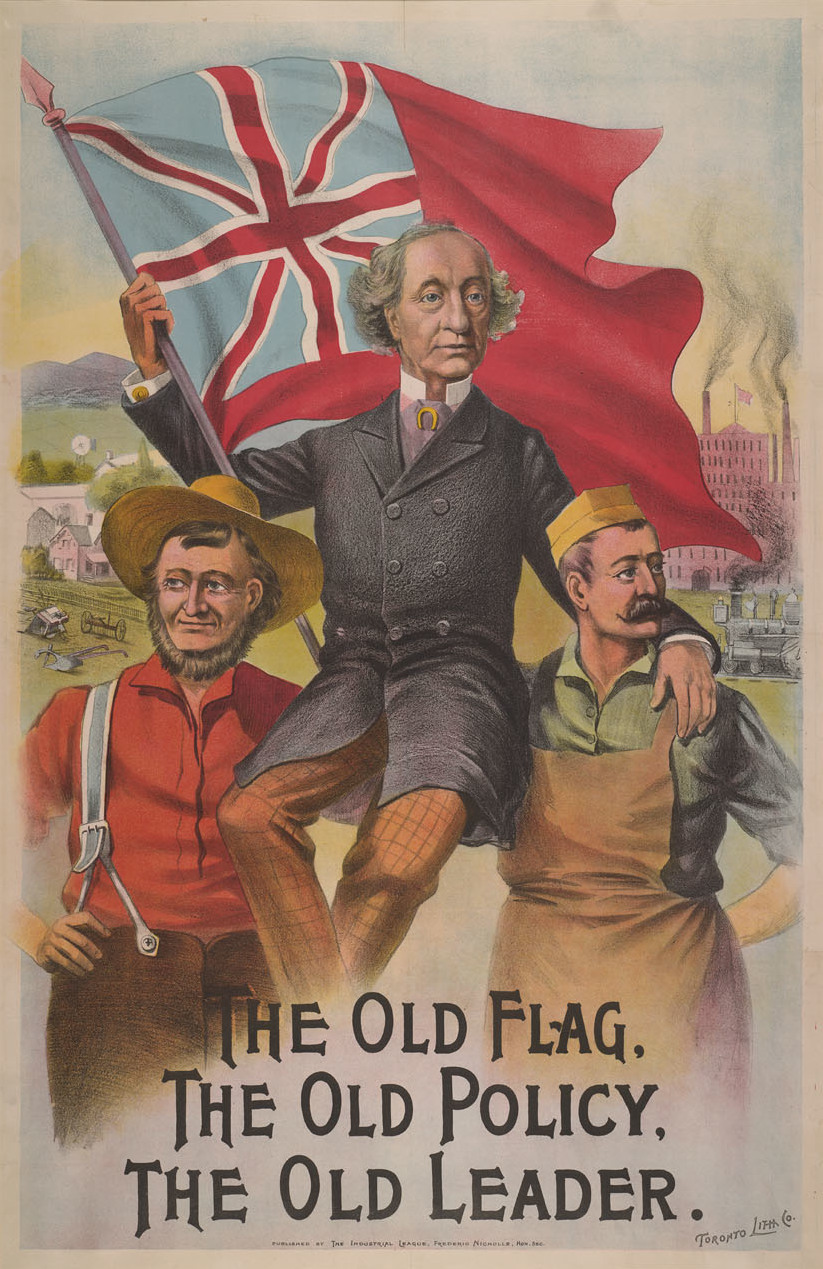
Afiche conservador de 1891.

La elección federal canadiense de 1891 fue llevada a cabo el 5 de marzo para elegir a miembros de la Cámara de los Comunes canadiense del séptimo Parlamento de Canadá. Fue ganado por el Partido Conservador del primer ministro John A. Macdonald.
El principal tema de la campaña de 1891 fue la política nacional de Macdonald, una política de aranceles protectores. Los liberales apoyaron la reciprocidad (libre comercio) con los Estados Unidos.
Macdonald lideró una campaña conservadora enfatizando la estabilidad, y conservó la mayoría de los conservadores en la Cámara de los Comunes. Fue una elección cercana y él hizo una campaña dura. Macdonald murió pocos meses después de las elecciones, lo que llevó a su sucesión por cuatro diferentes primeros ministros conservadores hasta las elecciones de 1896.
El senador John Abbott sucedió a Macdonald como líder conservador y primer ministro después de la muerte de Macdonald el 6 de junio de 1891. El comentario político más famoso de Abbott fue "Odio la política". De hecho, había apoyado a John Sparrow David Thompson para suceder a Macdonald. Abbott, en un estado de salud deficiente, fue finalmente sucedido por Thompson en 1892. Mackenzie Bowell, otro senador, sucedió a Thompson después de su muerte repentina de un ataque al corazón el 12 de diciembre de 1894. Bowell fue derrocado por varios de sus propios ministros y sustituido por Charles Tupper en abril de 1896, quien dirigió a los conservadores en las elecciones de junio de 1896.
Fue la primera elección de Wilfrid Laurier como líder de los liberales. Aunque perdió la elección, aumentó el apoyo de los liberales. Volvió en 1896 a ganar una sólida mayoría, a pesar de perder el voto popular.
Esta elección fue la participación electoral más baja por porcentaje hasta entonces en las elecciones federales canadienses, con un 64,4%. Los votantes canadienses volverían a la cuestión del libre comercio 20 años después en las elecciones federales de 1911.